# Juan Carlos Elizalde Espinal

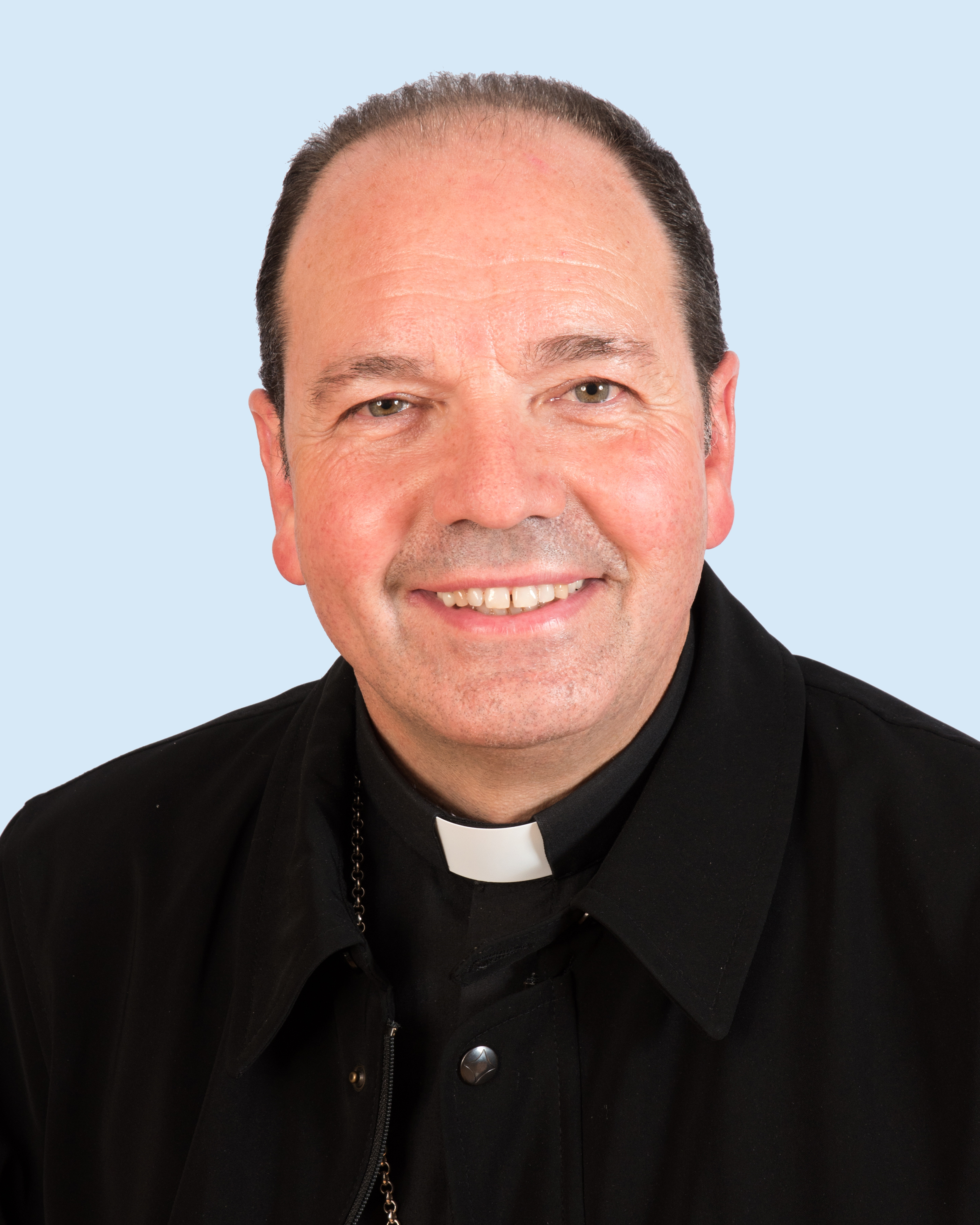
Bischof Juan Carlos Elizalde

Wappen von Juan Carlos Elizalde Espinal

Juan Carlos Elizalde Espinal (* 25. Juni 1960 in Mezquíriz, Navarra, Spanien) ist Bischof von Vitoria.

## Leben
Juan Carlos Elizalde Espinal empfing am 3. Oktober 1987 das Sakrament der Priesterweihe für das Erzbistum Pamplona y Tudela.
Am 8. Januar 2016 ernannte ihn Papst Franziskus zum Bischof von Vitoria. Der Apostolische Nuntius in Spanien, Erzbischof Renzo Fratini, spendete ihm am 12. März desselben Jahres die Bischofsweihe. Mitkonsekratoren waren der Erzbischof von Burgos, Fidel Herráez Vegas, und sein Amtsvorgänger Miguel José Asurmendi Aramendia SDB.